# Vacomagi
I Vacomagi erano una tribù celtica dell'antica Britannia, conosciuta solo attraverso l'unica citazione fatta di loro dal geografo Tolomeo. Da questa generale descrizione e dall'ubicazione approssimativa delle tribù a loro vicine, il territorio abitato dai Vacomagi fu probabilmente la regione di Strathspey, inclusa la costa settentrionale della Scozia. Tolomeo afferma che le loro principali città erano chiamate Bannatia, Tamia, Pinnata e Tuesis.
Il nome potrebbe derivare dalla radice protoindoeuropea *wak- (it.: vacca) oppure dal protoceltico *uacos (it.: curvo o vuoto) e dal protoceltico *magos (it.: campo).  